# Санчес Баркеро, Хосе
Хосе Альфредо Санчес Баркеро (исп. José Alfredo Sánchez Barquero; род. 20 мая 1987, Сан-Хосе, Коста-Рика) — коста-риканский футболист, полузащитник клуба «Эредиано», выступающий на правах аренды за клуб «Перес-Селедон».

## Клубная карьера
Хосе Санчес начинал свою карьеру футболиста в коста-риканском клубе «Универсидад де Коста-Рика», выступавшем в то время во Втором дивизионе. По итогам сезона 2006/07 команда вышла в Примеру. 5 августа 2007 года Санчес дебютировал в коста-риканской Примере, в матче против «Кармелиты».
В середине 2008 года Хосе Санчес перешёл в «Эредиано». Сезон 2011/12 он провёл за «Картахинес», после чего вернулся в «Эредиано». Летний чемпионат 2014 Санчес на правах аренды отыграл за «Перес-Селедон». В июне 2018 года Санчес должен был вновь отправиться в аренду в «Перес-Селедон», но его перехватила гватемальская «Гуастатоя».

## Карьера в сборной
12 октября 2010 года Хосе Санчес дебютировал в составе сборной Коста-Рики в домашнем товарищеском матче против команды Сальвадора. На 10-й минуте этого поединка он забил гол, открыв счёт.

## Достижения
«Эредиано»
- Чемпион Коста-Рики (4): Лет. 2013, Лет. 2015, Лет. 2016, Лет. 2017